# Nati nel 1975/Febbraio
| Questa pagina contiene informazioni ricavate automaticamente dalle voci biografiche con l'ausilio del template Bio e di un bot. L'aggiornamento è periodico e automatico e ricostruisce completamente la pagina. Se manca una persona in questa lista, sei pregato di non aggiungerla, ma accertati piuttosto che la sua voce biografica contenga il template Bio e che i dati anagrafici siano correttamente compilati. Se il template Bio manca, inseriscilo tu stesso o, in alternativa, metti l'avviso {{tmp\|Bio}} che ne segnala la mancanza. Se i dati riportati sono sbagliati, correggi direttamente la voce biografica; le modifiche saranno visibili in questa lista entro pochi giorni. Per chiarimenti vedi il progetto biografie. La lista contiene solo le 323 persone che sono citate nell'enciclopedia e per le quali è stato implementato correttamente il template Bio. Pagina aggiornata al 18 ago 2025. |

- 1º febbraio - Boulet, fumettista e blogger francese
- 1º febbraio - Tracy Cameron, canottiera canadese
- 1º febbraio - Federico Cerroni, pilota motociclistico italiano
- 1º febbraio - Hans van de Haar, allenatore di calcio e ex calciatore olandese
- 1º febbraio - Takeshi Kawaharazuka, ex calciatore giapponese
- 1º febbraio - Giōtīs Panagiōtou, ex calciatore cipriota
- 1º febbraio - Big Boi, rapper statunitense
- 1º febbraio - Martijn Reuser, ex calciatore olandese
- 1º febbraio - Aikaterinī Thanou, ex velocista greca
- 2 febbraio - Céline Beigbeder, ex tennista francese
- 2 febbraio - Todd Bertuzzi, hockeista su ghiaccio canadese
- 2 febbraio - José Luis Cardoso, pilota motociclistico spagnolo
- 2 febbraio - Thinus Delport, ex rugbista a 15 e allenatore di rugby a 15 sudafricano
- 2 febbraio - Donald Driver, ex giocatore di football americano statunitense
- 2 febbraio - Sergej Filimonov, ex sollevatore russo
- 2 febbraio - Ronny Hornschuh, ex saltatore con gli sci tedesco
- 2 febbraio - Blaise Kouassi, ex calciatore ivoriano
- 2 febbraio - Raúl Medeiros, ex calciatore boliviano
- 2 febbraio - Teppei Nishiyama, ex calciatore giapponese
- 2 febbraio - Maurizio Pratesi, ex cestista finlandese
- 2 febbraio - Keith Sanderson, tiratore a segno statunitense
- 2 febbraio - Dan Shamir, allenatore di pallacanestro e dirigente sportivo israeliano
- 2 febbraio - Ieroklīs Stoltidīs, ex calciatore greco
- 2 febbraio - Dana Wynne, ex cestista e allenatrice di pallacanestro statunitense
- 2 febbraio - Andrea Zanchetta, allenatore di calcio e ex calciatore italiano
- 3 febbraio - Terry Chen, attore canadese
- 3 febbraio - Luciano Di Pardo, ex siepista e mezzofondista italiano
- 3 febbraio - Claúdio Zélito da Fonseca Aguiar, ex calciatore portoghese
- 3 febbraio - Ian Hurdle, ex calciatore britannico
- 3 febbraio - Benjamin Melquiond, ex sciatore alpino francese
- 3 febbraio - Jannon Roland, ex cestista e allenatrice di pallacanestro statunitense
- 3 febbraio - Markus Schulz, disc jockey tedesco
- 3 febbraio - Brad Thorn, ex rugbista a 13, ex rugbista a 15 e allenatore di rugby a 15 neozelandese
- 4 febbraio - Vittorio Arrigoni, attivista, giornalista e scrittore italiano († 2011)
- 4 febbraio - Fulvio Centoz, politico italiano
- 4 febbraio - Olen Cesari, violinista albanese
- 4 febbraio - Aliet García, ex giocatore di calcio a 5 cubano
- 4 febbraio - Siegfried Grabner, ex snowboarder austriaco
- 4 febbraio - Jan Hruška, ex ciclista su strada ceco
- 4 febbraio - Natalie Imbruglia, cantautrice e attrice australiana
- 4 febbraio - Toni Matarrelli, politico italiano
- 4 febbraio - Pasquale Pepe, politico italiano
- 4 febbraio - Denis Pimankov, ex nuotatore russo
- 4 febbraio - Taryn Simon, artista statunitense
- 4 febbraio - Andrius Šležas, ex cestista lituano
- 4 febbraio - Pietro Taricone, attore e personaggio televisivo italiano († 2010)
- 4 febbraio - Atilla Taş, cantante e attore turco
- 4 febbraio - Martina Thorogood, modella venezuelana
- 5 febbraio - Giovanni van Bronckhorst, allenatore di calcio e ex calciatore olandese
- 5 febbraio - Adam Carson, batterista statunitense
- 5 febbraio - James Cox, regista e sceneggiatore statunitense
- 5 febbraio - Daniel Dangl, regista, sceneggiatore e attore slovacco
- 5 febbraio - Denys Hotfrid, ex sollevatore ucraino
- 5 febbraio - Nordin Jbari, ex calciatore belga
- 5 febbraio - André Mathes, ex giocatore di football americano tedesco
- 5 febbraio - Brainpower, rapper belga
- 5 febbraio - Annika Walter, ex tuffatrice tedesca orientale
- 6 febbraio - Naomi Grossman, attrice e scrittrice statunitense
- 6 febbraio - Brett Hawke, ex nuotatore australiano
- 6 febbraio - Mikhaël Hers, regista e sceneggiatore francese
- 6 febbraio - Leo Insam, hockeista su ghiaccio italiano († 2023)
- 6 febbraio - Tomoko Kawase, cantante giapponese
- 6 febbraio - Aleksandr Maletin, ex pugile russo
- 6 febbraio - Rebecca Shoichet, doppiatrice e cantante canadese
- 6 febbraio - Jet Tila, cuoco, imprenditore e personaggio televisivo statunitense
- 6 febbraio - Lavinia Șandru, politica, giornalista e attrice romena
- 7 febbraio - Kaspars Astašenko, hockeista su ghiaccio lettone († 2012)
- 7 febbraio - Duke Montana, rapper italiano
- 7 febbraio - Marco Carola, musicista e disc jockey italiano
- 7 febbraio - Alexandre Daigle, ex hockeista su ghiaccio canadese
- 7 febbraio - Rémi Gaillard, youtuber e comico francese
- 7 febbraio - Roberto Gasparro, regista cinematografico e sceneggiatore italiano
- 7 febbraio - Stefan Georgiev, ex sollevatore bulgaro
- 7 febbraio - Bo Henriksen, allenatore di calcio e ex calciatore danese
- 7 febbraio - Kim Jung-gi, illustratore e fumettista sudcoreano († 2022)
- 7 febbraio - Laura Lazzari, ex cestista italiana
- 7 febbraio - Emily Loizeau, cantautrice e compositrice francese
- 7 febbraio - Hennadij Medvedjev, ex calciatore ucraino
- 7 febbraio - Alessandro Prete, attore e regista italiano
- 7 febbraio - Rafik Saïfi, ex calciatore algerino
- 7 febbraio - Zeca, ex calciatore portoghese
- 8 febbraio - Clarence Acuña, ex calciatore cileno
- 8 febbraio - Kevin Cooper, allenatore di calcio e ex calciatore inglese
- 8 febbraio - Rosario Di Rosa, pianista e compositore italiano
- 8 febbraio - Tye Fields, pugile statunitense
- 8 febbraio - Gian Luigi Gatta, giurista italiano
- 8 febbraio - Alexondra Lee, attrice e ballerina statunitense
- 8 febbraio - José María Movilla, ex calciatore spagnolo
- 8 febbraio - Petri Nygård, rapper finlandese
- 8 febbraio - Patrizia Panico, allenatrice di calcio e ex calciatrice italiana
- 8 febbraio - Anna Pirozzi, soprano italiano
- 8 febbraio - César Prates, ex calciatore brasiliano
- 8 febbraio - Emily Lakdawalla, giornalista e geologa statunitense
- 8 febbraio - Leonardo Valenti, sceneggiatore italiano
- 9 febbraio - Kurt Asle Arvesen, dirigente sportivo e ex ciclista su strada norvegese
- 9 febbraio - The Supermen Lovers, musicista e disc jockey francese
- 9 febbraio - Gayà, cantante statunitense
- 9 febbraio - Vladimir Guerrero, giocatore di baseball dominicano
- 9 febbraio - Uroš Murn, ex ciclista su strada sloveno
- 9 febbraio - Andreas Neuendorf, allenatore di calcio e ex calciatore tedesco
- 9 febbraio - Rawson Marshall Thurber, regista, sceneggiatore e produttore cinematografico statunitense
- 9 febbraio - Stuart Young, politico trinidadiano
- 10 febbraio - Frédéric Cerulli, regista cinematografico e sceneggiatore francese
- 10 febbraio - Patricio D'Amico, allenatore di calcio e ex calciatore argentino
- 10 febbraio - Jurij Dmytrulin, ex calciatore ucraino
- 10 febbraio - Claire Goose, attrice britannica
- 10 febbraio - Moon Eui-jae, ex lottatore sudcoreano
- 10 febbraio - Kool Savas, rapper tedesco
- 10 febbraio - Thomas Shimada, ex tennista giapponese
- 10 febbraio - Tina Thompson, ex cestista e allenatrice di pallacanestro statunitense
- 11 febbraio - Trine Bakke, ex sciatrice alpina norvegese
- 11 febbraio - Tatiana Basilio, politica italiana
- 11 febbraio - Yumileidi Cumbá, ex pesista cubana
- 11 febbraio - Pedro Emanuel, allenatore di calcio e ex calciatore angolano
- 11 febbraio - Sergio Ferrer, ex cestista cubano
- 11 febbraio - Giuseppe Mangialavori, politico italiano
- 11 febbraio - Matteo Sereni, ex calciatore italiano
- 11 febbraio - Marek Špilár, calciatore slovacco († 2013)
- 11 febbraio - Jacque Vaughn, allenatore di pallacanestro e ex cestista statunitense
- 12 febbraio - Hossam Abdelmoneim, ex calciatore egiziano
- 12 febbraio - Cliff Bleszinski, imprenditore statunitense
- 12 febbraio - Jeff Capel, allenatore di pallacanestro e ex cestista statunitense
- 12 febbraio - Markus Ganahl, ex sciatore alpino liechtensteinese
- 12 febbraio - Doudou Masta, rapper, attore e doppiatore francese
- 12 febbraio - Luca Messi, ex pugile italiano
- 12 febbraio - Scot Pollard, ex cestista statunitense
- 12 febbraio - Jason Rosener, ex sciatore alpino statunitense
- 12 febbraio - Regla Torres, ex pallavolista cubana
- 12 febbraio - Andrea de Angelis, conduttore radiofonico e politico italiano
- 13 febbraio - Ben Collins, personaggio televisivo e pilota automobilistico inglese
- 13 febbraio - Fábio Eduardo Cribari, ex calciatore brasiliano
- 13 febbraio - Tony Dalton, attore statunitense
- 13 febbraio - Lizzie Pannill Fletcher, politica statunitense
- 13 febbraio - Artemij Andreevič Lebedev, designer russo
- 13 febbraio - Dumitru Mitu, ex calciatore rumeno
- 13 febbraio - Ivar Rønningen, ex calciatore norvegese
- 13 febbraio - Daniel Strigel, schermidore tedesco
- 13 febbraio - Barbara Tabita, attrice italiana
- 13 febbraio - Aylin Yıldızoğlu, ex cestista turca
- 14 febbraio - Hassen Bejaoui, ex calciatore tunisino
- 14 febbraio - Claudia Blasberg, ex canottiera tedesca
- 14 febbraio - Veronica Buffon, ex pallavolista italiana
- 14 febbraio - Phil Charnock, ex calciatore inglese
- 14 febbraio - Cala Cimenti, alpinista e scialpinista italiano († 2021)
- 14 febbraio - Alan Ferrari, politico italiano
- 14 febbraio - Leandro Fonseca, ex calciatore brasiliano
- 14 febbraio - Mirka Francia, pallavolista cubana
- 14 febbraio - Nika Gilauri, politico georgiano
- 14 febbraio - Viktor Kozlov, ex hockeista su ghiaccio russo
- 14 febbraio - Arnaldo Lomuti, politico italiano
- 14 febbraio - Hiroko Suzuki, giornalista e politica giapponese
- 14 febbraio - Scott Owen, contrabbassista australiano
- 14 febbraio - Xie Hui, allenatore di calcio e ex calciatore cinese
- 14 febbraio - Malik Zidi, attore francese
- 14 febbraio - Marcos Antônio de Lima, ex calciatore brasiliano
- 15 febbraio - Ghislain Akassou, ex calciatore ivoriano
- 15 febbraio - Serge Aubin, allenatore di hockey su ghiaccio e ex hockeista su ghiaccio canadese
- 15 febbraio - Sébastien Bordeleau, allenatore di hockey su ghiaccio e ex hockeista su ghiaccio canadese
- 15 febbraio - Marcello Campolonghi, allenatore di calcio e ex calciatore italiano
- 15 febbraio - Ivan Cudin, ultramaratoneta italiano
- 15 febbraio - Robert Fuchs, ex calciatore olandese
- 15 febbraio - Katarzyna Gujska, ex pallavolista polacca
- 15 febbraio - Roland Herberg, ex arbitro di calcio italiano
- 15 febbraio - Jens Knippschild, ex tennista tedesco
- 15 febbraio - Yumi Obe, ex calciatrice e allenatrice di calcio giapponese
- 15 febbraio - Brendon Small, comico, animatore e attore statunitense
- 15 febbraio - Kati Venäläinen, ex fondista finlandese
- 15 febbraio - Cristina Vitali, ex tiratrice a volo italiana
- 16 febbraio - Nanase Aikawa, cantante giapponese
- 16 febbraio - Andrea Diana, allenatore di pallacanestro italiano
- 16 febbraio - Cédric Gohy, schermidore belga
- 16 febbraio - Jersson González, ex calciatore colombiano
- 16 febbraio - Israel González, allenatore di pallacanestro spagnolo
- 16 febbraio - Angel Grau Rodriguez, pilota motociclistico spagnolo
- 16 febbraio - Vanina Ickx, pilota automobilistica belga
- 16 febbraio - Sandro Lo Piccolo, mafioso italiano
- 16 febbraio - Lorin Morgan-Richards, scrittore, poeta e fumettista statunitense
- 16 febbraio - Christakīs Pasialīs, ex calciatore cipriota
- 16 febbraio - Rustamhodza Rahimov, ex pugile tedesco
- 17 febbraio - Barbara Baraldi, scrittrice e fumettista italiana
- 17 febbraio - Ronald Brunmayr, allenatore di calcio e ex calciatore austriaco
- 17 febbraio - Cláudia Maria das Neves, ex cestista brasiliana
- 17 febbraio - Julian Golding, ex velocista britannico
- 17 febbraio - Steve Hansell, ex cestista britannico
- 17 febbraio - Harisu, cantante, modella e attrice sudcoreana
- 17 febbraio - Michiko Kichise, attrice, modella e doppiatrice giapponese
- 17 febbraio - Rafael Mea Vitali, ex calciatore venezuelano
- 17 febbraio - Park Sung-hee, ex tennista sudcoreana
- 17 febbraio - Raymond S. Persi, regista, animatore e sceneggiatore statunitense
- 17 febbraio - Václav Prospal, ex hockeista su ghiaccio ceco
- 17 febbraio - Konstantin Schneider, lottatore tedesco
- 17 febbraio - Laura Squizzato, giornalista e conduttrice televisiva italiana
- 17 febbraio - Silvia Squizzato, giornalista e conduttrice televisiva italiana
- 17 febbraio - Wish Bone, rapper statunitense
- 18 febbraio - Sarah Brown, attrice statunitense
- 18 febbraio - Igor Dodon, politico moldavo
- 18 febbraio - Serhij Fedorov, ex calciatore ucraino
- 18 febbraio - Keith Gillespie, calciatore nordirlandese
- 18 febbraio - Amber Neben, ciclista su strada statunitense
- 18 febbraio - Gary Neville, dirigente sportivo, allenatore di calcio e ex calciatore inglese
- 18 febbraio - Pascal Perrier-David, ex cestista francese
- 18 febbraio - Caleb Porter, allenatore di calcio e ex calciatore statunitense
- 18 febbraio - Bernadette Ravina, ex giavellottista mauriziana
- 18 febbraio - Yngrid de Brito Cabral, cestista brasiliana († 2011)
- 18 febbraio - Hristo Živkov, attore bulgaro († 2023)
- 19 febbraio - Daniel Adair, batterista e compositore canadese
- 19 febbraio - Mohamed Aly, ex pugile egiziano
- 19 febbraio - Andrezinho, ex calciatore brasiliano
- 19 febbraio - Lucifer Chu, scrittore, traduttore e critico letterario taiwanese
- 19 febbraio - Daniela Fazzolari, attrice italiana
- 19 febbraio - Angeliki Karapataki, pallanuotista greca
- 19 febbraio - Mikko Kavén, ex calciatore finlandese
- 19 febbraio - Wilfried Knight, attore pornografico francese († 2013)
- 19 febbraio - Kjetil Nilsen, ex calciatore norvegese
- 19 febbraio - Mirela Pașca, ex ginnasta rumena
- 19 febbraio - Sergej Prokop'ev, cosmonauta russo
- 19 febbraio - Katja Schuurman, attrice e conduttrice televisiva olandese
- 20 febbraio - Gabriel Abratanski, ex cestista uruguaiano
- 20 febbraio - Foster Bastios, ex calciatore ghanese
- 20 febbraio - Michaël Isabey, allenatore di calcio e ex calciatore francese
- 20 febbraio - Ismael Kirui, ex mezzofondista keniota
- 20 febbraio - Brian Littrell, cantautore e musicista statunitense
- 20 febbraio - Carmine Molaro, ex pugile italiano
- 20 febbraio - Piotr Murdzia, scacchista polacco
- 20 febbraio - Rahman Rezaei, ex calciatore iraniano
- 21 febbraio - Joey Beard, ex cestista statunitense
- 21 febbraio - Bosson, cantante e compositore svedese
- 21 febbraio - Enrico Gualtieri, ingegnere italiano
- 21 febbraio - Lee Jones, ex calciatore neozelandese
- 21 febbraio - Tuomas Ketola, ex tennista finlandese
- 21 febbraio - Sergio Gabriel Martínez, ex pugile argentino
- 21 febbraio - Matteo Mecacci, politico e diplomatico italiano
- 21 febbraio - Scott Miller, ex nuotatore australiano
- 21 febbraio - Derek Moore, ex cestista australiano
- 21 febbraio - Richard Morales, allenatore di calcio e ex calciatore uruguaiano
- 21 febbraio - Igoris Morinas, ex calciatore lituano
- 21 febbraio - Shane Norval, pilota motociclistico sudafricano
- 21 febbraio - Diana Riba i Giner, politica spagnola
- 21 febbraio - Osvalds Zebris, scrittore lettone
- 21 febbraio - Mustafa Özkan, ex calciatore turco
- 22 febbraio - Alun Armstrong, allenatore di calcio e ex calciatore inglese
- 22 febbraio - Drew Barrymore, attrice, produttrice cinematografica e regista statunitense
- 22 febbraio - Ol'ga Budina, attrice teatrale e attrice cinematografica russa
- 22 febbraio - Aleksandr Gaýzer, arbitro di calcio kazako
- 22 febbraio - Gianni Guigou, ex calciatore uruguaiano
- 22 febbraio - Ruslana Kyryčenko, ex cestista ucraina
- 22 febbraio - Salvatore Loria, karateka italiano
- 22 febbraio - Fele Martínez, attore spagnolo
- 22 febbraio - Lee Nailon, ex cestista statunitense
- 22 febbraio - Charles O'Bannon, ex cestista statunitense
- 22 febbraio - Sébastien Tellier, cantautore, musicista e polistrumentista francese
- 22 febbraio - Daniela Vassalli, maratoneta e fondista di corsa in montagna italiana
- 23 febbraio - Fabiana Anastácio, cantante brasiliana († 2020)
- 23 febbraio - Mike Flood, politico statunitense
- 23 febbraio - Chris Garner, ex cestista statunitense
- 23 febbraio - Michele Liuzzi, ex lottatore italiano
- 23 febbraio - Robert Lopez, musicista e compositore statunitense
- 23 febbraio - Callan Mulvey, attore neozelandese
- 23 febbraio - Álvaro Morte, attore e insegnante spagnolo
- 23 febbraio - Giordano Piccinotti, arcivescovo cattolico italiano
- 23 febbraio - Bohdan Ulihrach, ex tennista ceco
- 23 febbraio - Natalia Verbeke, attrice argentina
- 23 febbraio - Lise Westzynthius, cantante danese
- 24 febbraio - Serkan Aykut, ex calciatore turco
- 24 febbraio - Maurizio Giuliano, giornalista e scrittore italiano
- 24 febbraio - Julian Johnsson, ex calciatore faroese
- 24 febbraio - Andreu Linares, ex giocatore di calcio a 5 spagnolo
- 24 febbraio - Joan Linares, dirigente sportivo e ex giocatore di calcio a 5 spagnolo
- 24 febbraio - Martina Loss, politica italiana
- 24 febbraio - Ashley McIsaac, violinista, cantautore e compositore canadese
- 24 febbraio - Talal Yousef, ex calciatore bahreinita
- 24 febbraio - Mariana Malinovskaia, ex cestista moldava
- 24 febbraio - Walter O'Brien, dirigente d'azienda e informatico irlandese
- 24 febbraio - Laure Pequegnot, ex sciatrice alpina francese
- 24 febbraio - Fortunato Zampaglione, cantautore e produttore discografico italiano
- 25 febbraio - Natal'ja Baranova, ex fondista russa
- 25 febbraio - Tobias Carlsson, ex calciatore svedese
- 25 febbraio - Simone Cercato, ex nuotatore italiano
- 25 febbraio - Chiemi Chiba, attrice e doppiatrice giapponese
- 25 febbraio - Mika'ela Fisher, attrice, regista e modella tedesca
- 25 febbraio - Chelsea Handler, comica, scrittrice e conduttrice televisiva statunitense
- 25 febbraio - Oleh Kyrjuchin, ex pugile ucraino
- 25 febbraio - Mandingo, attore pornografico e regista statunitense
- 25 febbraio - Jason McEndoo, ex giocatore di football americano statunitense
- 25 febbraio - Gérald Merceron, ex rugbista a 15 e allenatore di rugby a 15 francese
- 25 febbraio - Damir Milačić, ex cestista e allenatore di pallacanestro croato
- 25 febbraio - Lee Ming-Che, attivista taiwanese
- 25 febbraio - Max Rendina, pilota di rally italiano
- 25 febbraio - Fujiko Sekino, ex sciatrice alpina francese
- 25 febbraio - Fabrizio Trentacoste, politico italiano
- 25 febbraio - Katsuji Uezu, pilota motociclistico giapponese
- 25 febbraio - Zou Yougen, ex calciatore cinese
- 26 febbraio - Tunde Adebimpe, musicista, cantante e attore statunitense
- 26 febbraio - Giulia Albanese, storica italiana
- 26 febbraio - Per-Johan Axelsson, ex hockeista su ghiaccio svedese
- 26 febbraio - Aleksandr Bočarov, ex ciclista su strada russo
- 26 febbraio - Frank Busemann, ex multiplista e ostacolista tedesco
- 26 febbraio - Gianluca e Raul Cestaro, fumettista italiano
- 26 febbraio - Drew Goddard, sceneggiatore, regista e produttore televisivo statunitense
- 26 febbraio - Radka Kovaříková, ex pattinatrice artistica su ghiaccio cecoslovacca
- 26 febbraio - Stephan Louw, lunghista namibiano
- 26 febbraio - Michel Souamas, ex calciatore gabonese
- 26 febbraio - Tonči Žilić, ex calciatore croato
- 26 febbraio - Elena de' Grimani, fumettista e illustratrice italiana
- 27 febbraio - Riccardo Burchielli, fumettista italiano
- 27 febbraio - Silvio Gigena, ex cestista argentino
- 27 febbraio - Aitor González, ex ciclista su strada spagnolo
- 27 febbraio - Cynan Jones, scrittore britannico
- 27 febbraio - Christopher Landon, sceneggiatore e regista statunitense
- 27 febbraio - Íngrid Pons, ex cestista spagnola
- 27 febbraio - Jonathan Quinn, ex giocatore di football americano statunitense
- 27 febbraio - Salvatore Rinella, ex lottatore italiano
- 27 febbraio - Richard Rojas, ex calciatore boliviano
- 27 febbraio - Cristian Sanavia, ex pugile italiano
- 27 febbraio - Germán Scarone, ex cestista argentino
- 27 febbraio - Oumar Traoré, ex calciatore senegalese
- 27 febbraio - Brandon Williams, ex cestista e dirigente sportivo statunitense
- 28 febbraio - Charles Amoah, ex calciatore ghanese
- 28 febbraio - Savo Đikanović, ex cestista montenegrino
- 28 febbraio - Christian Manna, pilota motociclistico italiano
- 28 febbraio - Enrico Miletto, storico italiano
- 28 febbraio - Elijah Tana, ex calciatore zambiano
- 28 febbraio - Branch Warren, culturista statunitense